# Awa Kokubun-ji

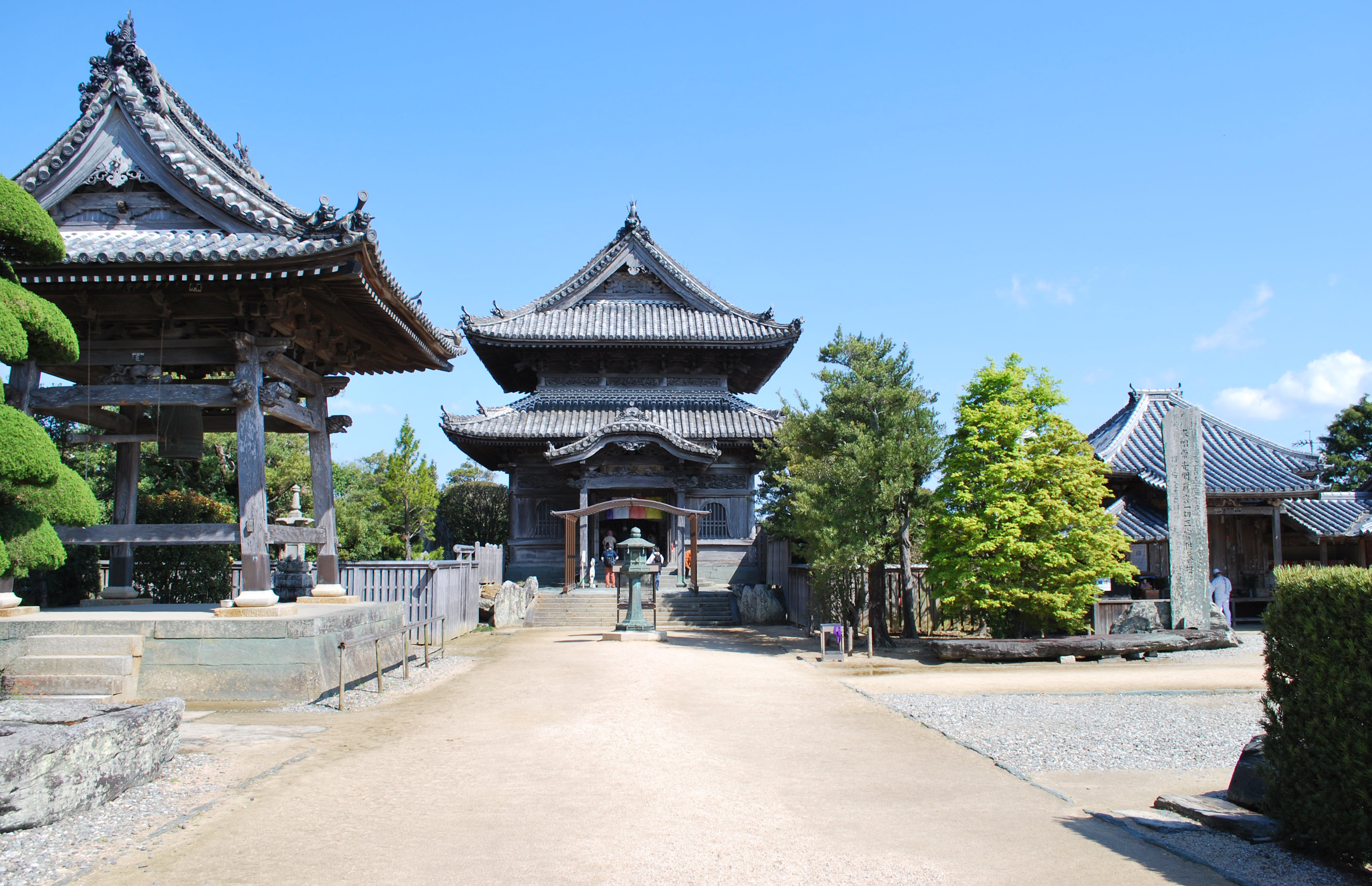
Haupthalle

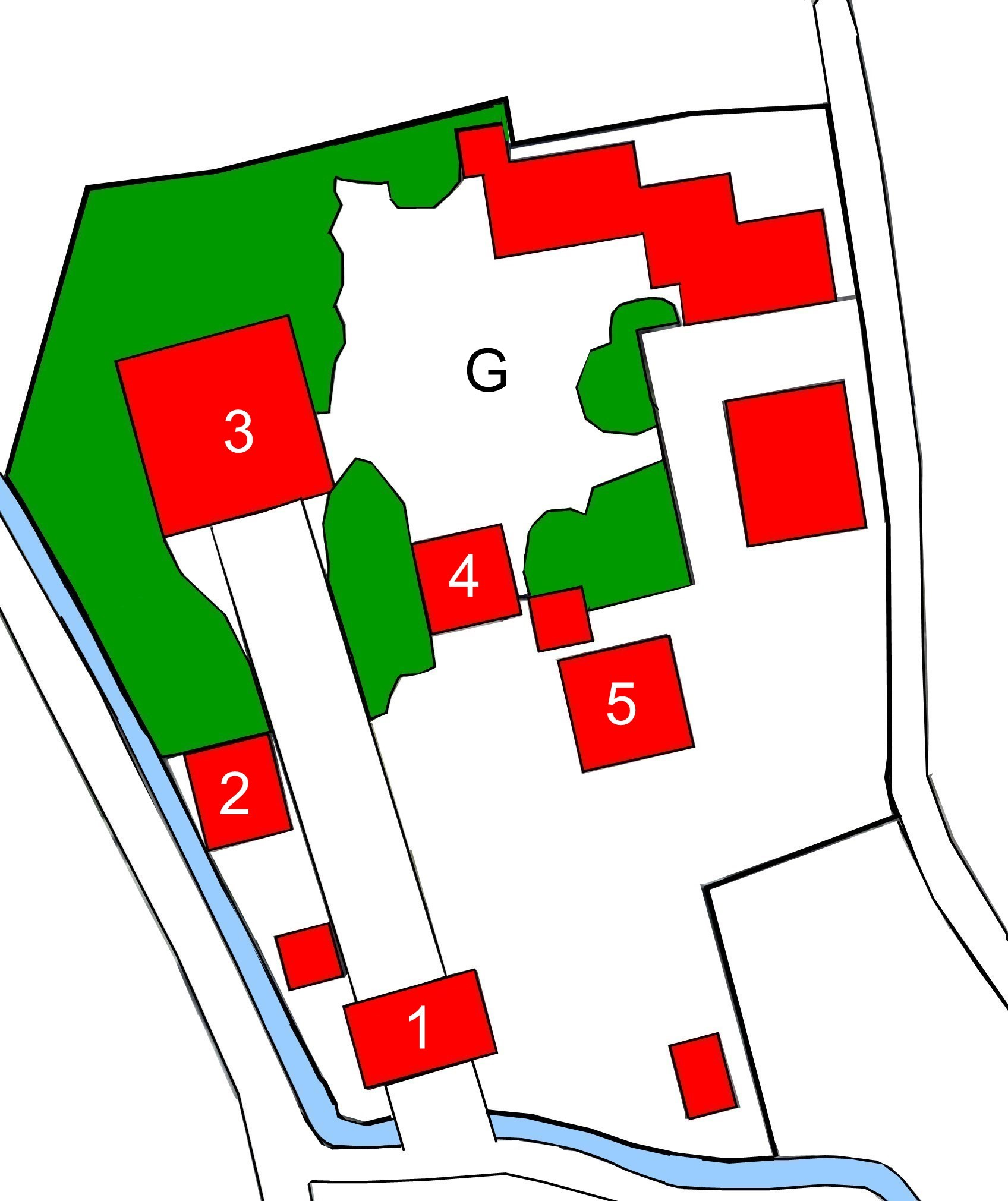
Plan des Tempels
(s. Text)

Der Awa Kokubun-ji (japanisch 阿波国分寺) mit dem Bergnamen Yakuōsan (薬王山) und dem Untertempelnamen Konjiki-in (金色院) in Kokufu (nach der Kokufu von Awa, seit 1967 zu Tokushima) ist ein Tempel, der zur Sōtō-Richtung des Buddhismus gehört. In der traditionellen Zählung ist er der 16. Tempel des Shikoku-Pilgerwegs.

## Geschichte
Der Awa Kokubun-ji als Provinztempel (Kokubunji), d. h. Haupttempel, von Awa, ist der älteste seiner Art von Shikoku. Erbauer war Priester Gyōgi, der selbst eine Figur des Yakushi Nyorai aus Holz anfertigte. Ursprünglich gehört er, wie viele Tempel in Nara, zur Hossō-Richtung des Buddhismus. Damals hatte der Tempelbereich eine Fläche von 47.000 m2, wie man aus Ausgrabungen von Basissteinen für Gebäude weiß. Er war als klassisches Shichidō Garan (七堂伽藍), also mit allen sieben wichtigen Hallen und Gebäuden, erbaut worden.
Als Priester Kūkai während der Kōnin-Ära (810–824) Shikoku durchwanderte und zu diesem Tempel kam, überführte er ihn zur Shingon-Richtung des Buddhismus. Während der kriegerischen Unruhen in der Tenshō-Ära (1573–1592) wurde der Tempel zerstört und verlor auch einen großen Teil seines Grundstücks. Erst 1741 wurde er vom Kommissar von Awa, Hayami Tsunogorō (速水 角五郎), wieder aufgebaut.

## Anlage
Man betritt den Tempelbereich über eine kleine Brücke und passiert das Tempeltor (山門 Sammon; 1). Man hat auf der linken Seite das mächtige Gehäuse für die Tempelglocke (鐘楼 Shōrō; 2), hat voraus die Haupthalle (本堂 Hondō; 3) vor sich. Sie wurde in der Bunka-Bunsei-Ära (1804–1830) als Ersatz für einen Vorgängerbau erbaut. Unter ihrem Hauptdach hat sie noch einen tiefer liegenden, umlaufendes Dachkranz. Die Haupthalle besitzt Gedenktafeln, die ihr von Kaiser Seimu und seiner Frau, Kaiserin Kōmyō (光明皇后 Kōmyō-kōgō; 701–760) verehrt wurden. Auf der rechten Seite steht die winzige alte Halle zum Gedenken an den Tempelgründer, die Daishi-dō (大師堂; 4), in der aber auch der Ususama Myōō (烏枢沙摩明王), einer der „Leuchtenden Könige“, verehrt wird. Vor einigen Jahren wurde eine neue, größere Daishidō (5) daneben gebaut, die alte blieb erhalten.
Der Garten (G) des Tempels, der die Haupthalle rechts und links umrahmt, soll aus der Momoyama-Zeit stammen. Er besitzt künstliche Anhöhen, durch Kiesel angedeutete Gewässer, bis zu 4 m hohe Steine, ist also vom Typ Kare-san-sui. Er wurde im Jahr 2000 in die Liste der „Nationalen besonderen Ansichten“ (国の名勝 Kuni no meishō) aufgenommen, ist aber nicht öffentlich zugänglich.

## Bilder

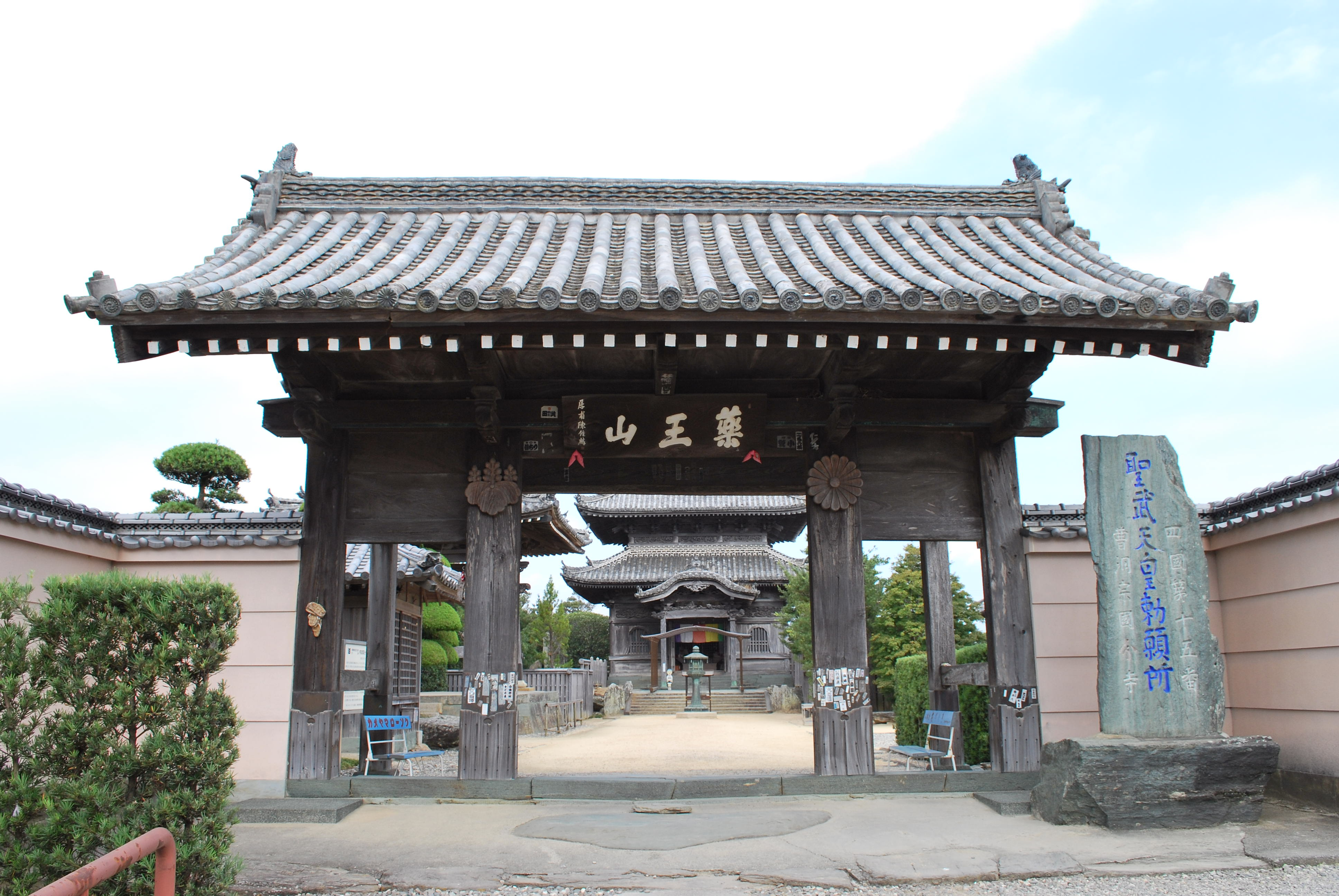
Tempeltor
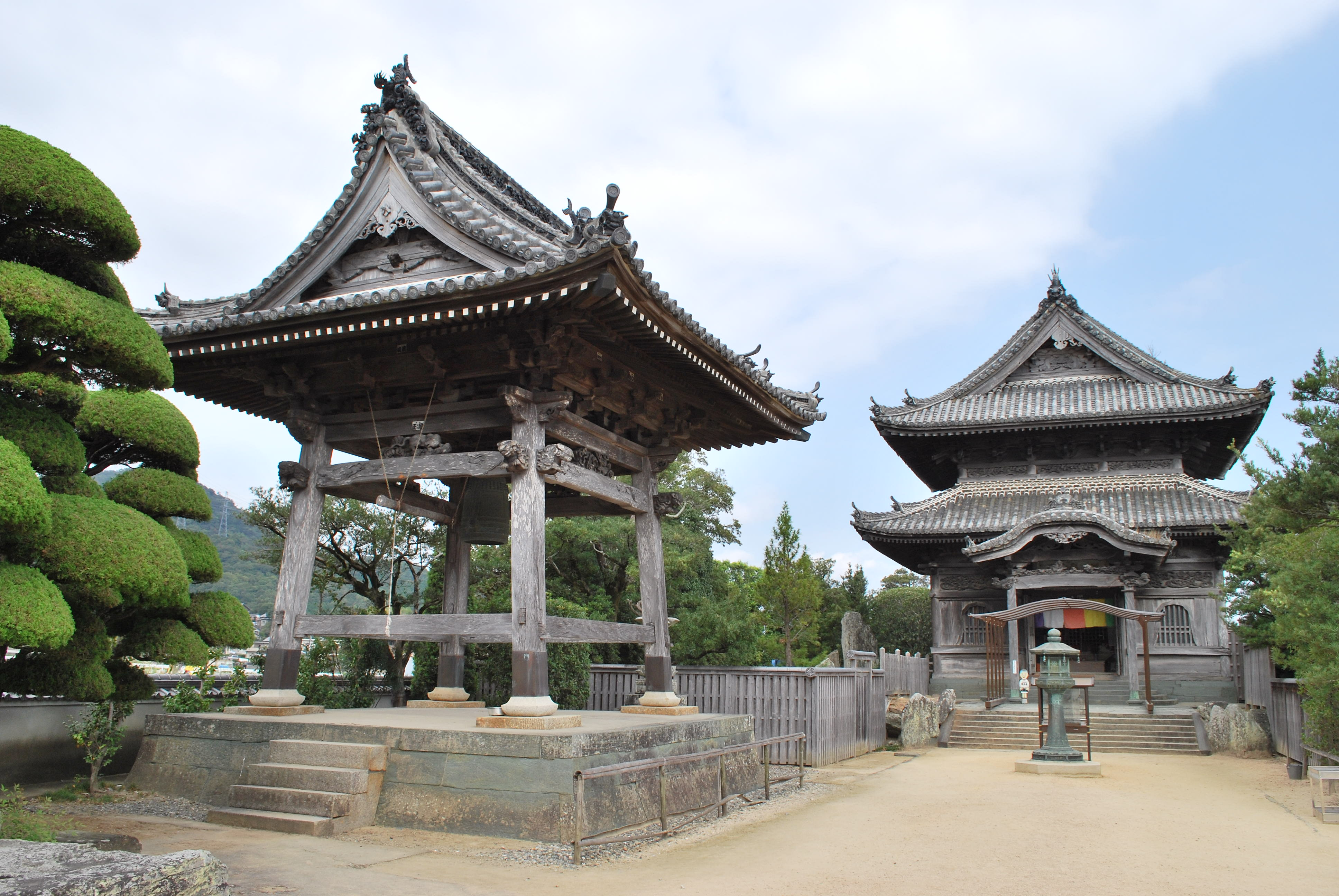
Glockenturm und Main
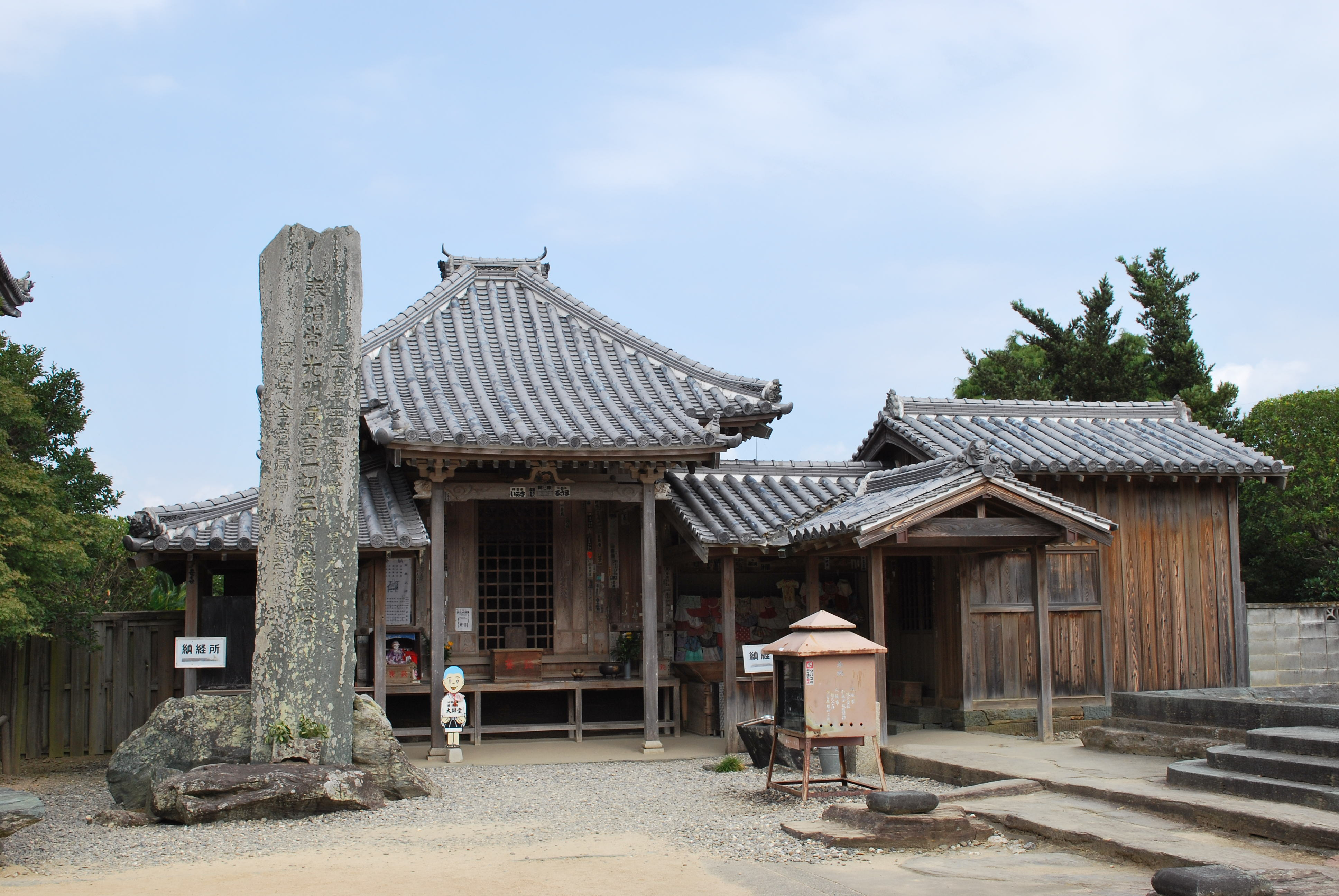
Daishidō (Ususama Myōō-dō)
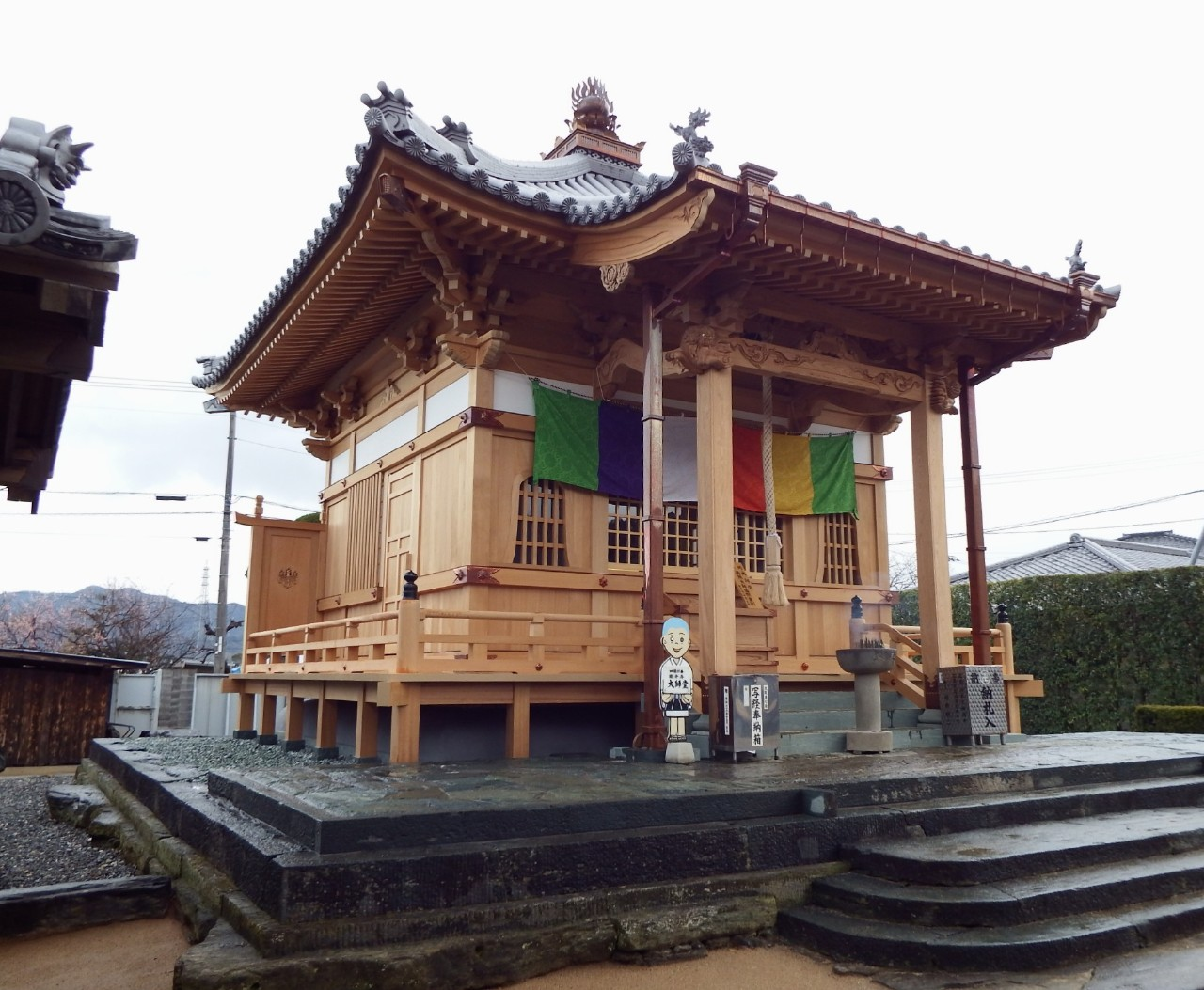
Daishidō 2014
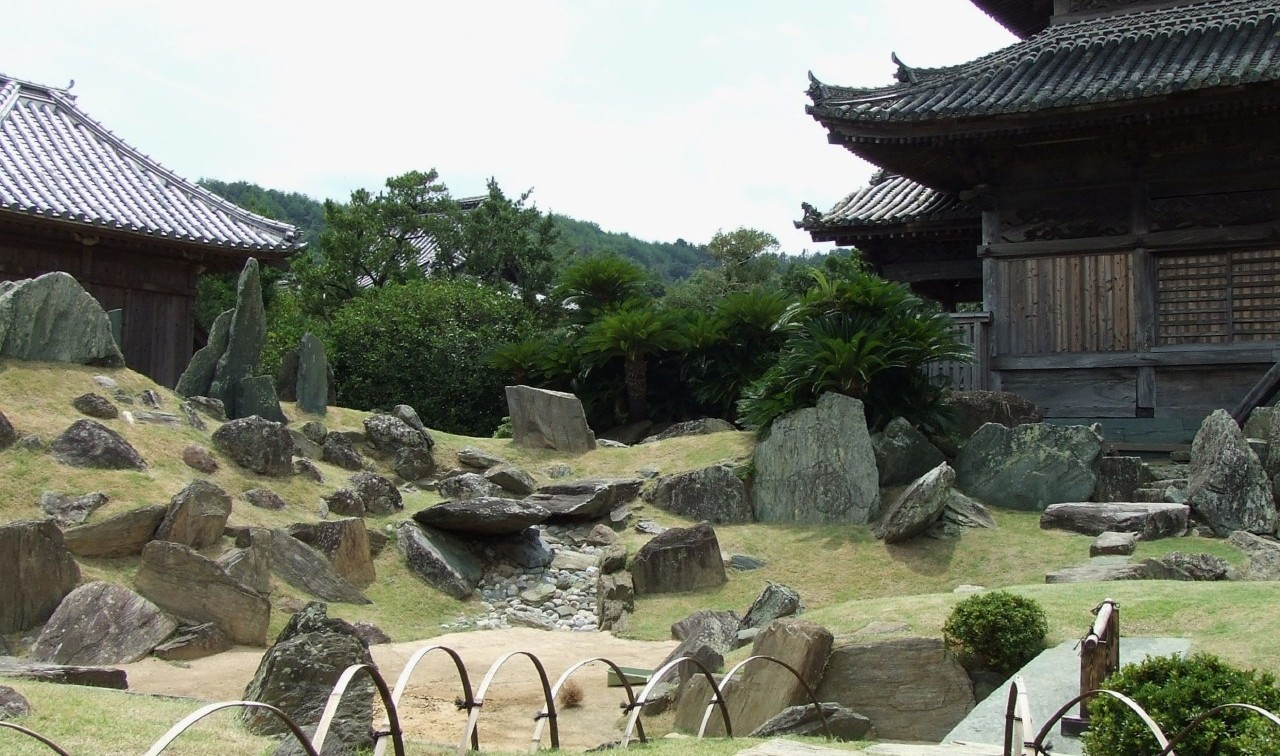
Garten